# Камара, Камисса
Камисса Камара (фр. Kamissa Camara; род. 27 апреля 1983, Гренобль) — малийский политический аналитик и государственная деятельница. В середине 2020 года она возглавляла администрацию президента Мали.
Кроме того, Камара занимала пост министра иностранных дел Мали с 9 сентября 2018 по 23 апреля 2019 год, а затем — министра цифровой экономики и планирования (с 5 мая 2019 по 11 июня 2020 год).

## Ранние годы и образование
Камисса Камара родилась в Гренобле в семье малийцев, эмигрировавших во Францию в 1970-х годах.
Камара училась в Университете Париж Дидро, где получила степень бакалавра в области прикладной лингвистики, а также в Университете Пьера Мендеса-Франса, который закончила со степенью магистра международной экономики и развития. В 2005 году она стажировалась в Организации Объединённых Наций в Вашингтоне, столице США, а также провела год в Конкорде, штат Нью-Гэмпшир, в рамках программы Au pair. В 2007 году Камара прошла стажировку в Африканском банке развития в Тунисе, после чего, получив грин-карту, переехала в США, прожив там восемь лет.

## Карьера
С 2007 года Камара работала в Международном фонде избирательных систем, курирующем Западную Африку, и была наблюдателем на малийских президентских выборах 2013 года в Тимбукту. В 2012 году она стала работать в Национальном фонде демократии, где в 2016 году была назначена заместителем директора по Центральной и Западной Африке. Камара также некоторое время сотрудничала с Хиллари Клинтон, в то время бывшей кандидатом в президенты США.
До декабря 2017 года Камара был членом Центра африканских исследований Гарвардского университета. Она также до июня 2018 года занимала должность директора по странам Африки южнее Сахары в общественной организации PartnersGlobal. Камара писала авторские и аналитические статьи для различных изданий на английском и французском языках, а также выступала в роли политического комментатора на английских и французских телепрограммах. Она стала первым малийским политологом, появившимся в эфире CNN.
Камара — основательница и сопредседательница Стратегического форума Сахели. В 2017 году она обратилась с письмом к президенту Мали Ибрагиму Бубакару Кейте, в котором просила его отказаться от своих планов по изменению конституции страны. В июле 2018 года он назначил её своим дипломатическим советником, а 9 сентября 2018 года — министром иностранных дел. Камара стала первой женщиной и самым молодым человеком, занявшим этот пост, а также одной из 11 женщин в кабинете из 32 министров. Она занималась вопросами региональной безопасности и предполагаемыми нарушениями прав человека. В декабре 2018 года Камара выступила на Генеральной Ассамблее ООН в Марракеше, в своей речи она выразила сожаление по поводу выхода некоторых стран из Глобального договора о миграции.

## Личная жизнь
Камара является гражданкой Франции, США и Мали. Она свободно говорит на французском, английском языках и языке бамбара. Камара замужем.